# ケルビンブリッジ駅
座標: 北緯55度52分27秒 西経4度16分50秒 / 北緯55.87417度 西経4.28056度
ケルビンブリッジ駅（ケルビンブリッジえき）はスコットランドグラスゴーに位置するグラスゴー地下鉄の駅である。

## 駅構造
島式ホーム1面2線の地下駅。

## 駅周辺
- ケルビングローブ公園
- ケルビン川

## 歴史
- 1896年12月14日 - 開業。
- 1977年 - 大規模工事開始。
- 1980年 - 大規模工事終了。

## 隣の駅
■グラスゴー地下鉄
ヒルヘッド駅 - ケルビンブリッジ駅 - セント・ジョージズ・クロス駅